# Nebrioporus banajai
Nebrioporus banajai is een keversoort uit de familie waterroofkevers (Dytiscidae). De wetenschappelijke naam van de soort is voor het eerst geldig gepubliceerd in 1980 door Brancucci.